# Rečenica
Rečenica je niz riječi ili jedna riječ koja prenosi cjelovitu obavijest.

## Definicija
Tradicionalna je školska definicija rečenice misao izražena riječima (što nije precizno jer ista rečenica može izraziti više misli ili ista misao može biti podijeljena u više rečenica). Funkcionalistička lingvistika smatra da je rečenica tekst koji počinje velikim slovom, a završava točkom ili nekim sličnim interpunkcijskim znakom. Fonetsko-fonološka definicija kaže da je rečenica cjelina ostvarena između dviju pauza, a sintaktički je definira kao gramatički cjelovita struktura. Komunikacijska definicija rečenicom smatra dovršeno priopćenje. S obzirom na svoju distribuciju može se smatrati maksimalnim oblikom koji nije dio neke veće konstrukcije.
U lingvistici je danas česta definicija s obzirom na diskurs po kojoj je rečenica onaj dio diskursa koji sam može činiti diskurs, ali tako da i ostatak bude diskursom. Lingvistički gledano, bilo koji iskaz sposoban stajati sam i sintaktički se analizirati jest rečenica.

## Dijelovi rečenice
Rečenica se po tradicionalnoj sintaksi sastoji od rečeničnih dijelova: predikat (temeljni rečenični dio koji otvara mjesto ostalim rečeničnim dijelovima), subjekt (vršitelj predikatne radnje), objekt (predmet glagolske radnje) samostalni su dijelovi rečenice, dok su nesamostalni dijelovi priložne oznake (okolnost glagolske radnje), apozicija (dopuna imenici) i atribut (dopuna imenici).

## Podjela
Tradicionalno se rečenice u indoeuropskim jezicima analiziraju po više različitih kriterija.

### Po svrsi
U hrvatskom jeziku rečenice se prema svrsi dijele na:
- izjavne: Marko čita knjigu.
- upitne: Čita li Marko knjigu? Marko čita knjigu? Zar Marko čita knjigu?
- usklične/uzvične: Marko čita knjigu!
- zapovjedne: Marko, čitaj knjigu!

### Po sadržaju
Prema sadržaju rečenice mogu biti jesne/afirmativne/potvrdne ili niječne/negativne.

### Po sastavu
U hrvatskom jeziku rečenice se prema sastavu dijele na jednostavne i složene te višestruko složene.

#### Jednostavne rečenice
Jednostavne rečenice imaju samo jedan predikat, a mogu biti proširene i neproširene.
- Neproširene (rečenicu čine subjekt i predikat)
  - Ante čita.
  - Kiša pada.
  - Josip spava.
- Proširene (rečnicu čine subjekt, predikat i dodatak; dodatak može biti objekt, priložna oznaka, atribut ili apozicija) 
  - Ante čita knjigu. (subjekt, predikat i objekt)

Postoje i rečenice bez predikata, u kojima se predikat može pretpostaviti, a zovu se neoglagoljene ili bespredikatne rečenice.

#### Složene rečenice
Složene rečenice imaju dva ili više predikata; nastaju sklapanjem dviju ili više jednostavnih rečenica u veću cjelinu.
- Nezavisnosložene – sastoje se od dvije ili više jednostavnih rečenica koje mogu stajati zasebno.

- Rečenični niz — rečenice nanizane bez veznika; odvajaju se zarezom. Primjer: Danas je došao, sutra će otići.
- Sastavne — nezavisnosložene vezničke rečenice koje imaju ravnopravne surečenice s međusobno sastavljenim sadržajima; njihovi veznici i, pa, te, ni, niti ne odvajaju se zarezom. Primjer: Gledam more i razmišljam. Osim sastavnih veznika i, pa, te, ni, niti sastavni veznik može biti i veznik a kad radnje dviju surečenica nisu u suprotnome odnosu (na primjer: Pripovijedao je a mi smo ga pozorno slušali.)
- Rastavne — nezavisnosložene rečenice koje imaju surečenice međusobno rastavljenih sadržaja; njihov veznik je ili; ne odvajaju se zarezom. Primjer: Doći će ovdje ili idemo vani.
- Suprotne — nezavisnosložene rečenice u kojima se sadržaj jedne surečenice suprotstavlja sadržaju druge; njihovi veznici a, ali, nego, no, već odvajaju se zarezom. Primjer: Spremio sam ti ručak, a ti operi suđe.
- Isključne — nezavisnosložene rečenice u kojima se prva surečenica isključuje iz sadržaja druge; veznici samo, samo što, jedino, jedino što, tek, tek što odvajaju se zarezom. Primjer: Svi su spavali, jedino sam ja bio budan.
- Zaključne — nezavisnosložene rečenice čija je druga surečenica zaključak prve. Veznici dakle, zato, stoga odvajaju se zarezom. Primjer: Bila si dobra, zato ću te nagraditi.

- Zavisnosložene rečenice sastoje se od dvije ili više jednostavnih rečenica koje ne mogu stajati zasebno. Jedna od njih je glavna rečenica (može stajati samostalno), dok su druge zavisne (proširuju glavnu rečenicu i ne mogu stajati samostalno).

- Subjektne — zavisna se odnosi prema glavnoj kao subjekt prema predikatu. Primjer: Tko je sve naučio, dobit će dobru ocjenu.
- Predikatne — zavisna rečenica zamjenjuje imenski dio imenskoga predikata. Primjer: On ti je da boljeg nećeš nikad naći.
- Objektne — zavisna rečenica je kao objekt. Primjer: Ispričat ću ti što mi se dogodilo.
- Atributne — zavisna rečenica je kao atribut prema imenici koju opisuje. Primjer: On je imao djevojku koja je bila jako lijepa.
- Apozicijske — zavisna rečenica odnosi se na vlastitu imenicu. Primjer: Posjetili smo Mosor, koji je najviša planina u okolini.
- Priložne — zavisna rečenica je kao priložna oznaka (mjesta, vremena, načina, namjere, uzroka, posljedice, pogodbe ili dopuštanja) prema predikatu:

- Mjesne, npr. Otišao je otkud je i došao.
- Vremenske, npr. Igrali smo se pred školom sve dok nije zvonilo.
- Načinske, npr. Što više učim, to više znam.
- Namjerne, npr. Došli su mnogi ljudi samo da sudjeluju u sprovodu.
- Uzročne, npr. Lijep je dan zato što je vedro.
- Posljedične, npr. Tako jako se smijao da su mu suze potekle.
- Pogodbene, npr. Ako stignem na vrijeme, pogledat ću film.
- Dopusne, npr. Umjesto da učiš, ti se igraš!

#### Višestruko složene rečenice
Višestruko složena rečenica sastavljena je od nezavisnih i zavisnih surečenica, a rečenice od kojih nastaju surečenice nazivaju se ishodišne rečenice. Surečenice u višestruko složenoj rečenici mogu biti u odnosu s jednom ili dvjema surečenicama. Taj odnos može biti zavisan i nezavisan.

##### Primjer 1.
Vani je nebo tužno cmizdrilo, | a ja sam dugo šetao | kad sam se sjetio | da bi trebalo otvoriti kišobran.
Ova rečenica sastavljena je od četiri surečenice: 1. surečenica je nezavisna (glavna), 2. surečenica je nezavisna (suprotna), 3. surečenica je zavisna (vremenska), a 4. surečenica je zavisna (objektna).

##### Primjer 2.
Dječak je pomislio | da je Jelena | kojoj je donio kišobran | u učionici.
Ova rečenica isto je sastavljena od četiri surečenice: 1. surečenica je nezavisna (glavna), 2. surečenica je zavisna (objektna), 3. surečenica je zavisna (atributna), 4. surečenica je zavisna (mjesna). Treća je surečenica umetnuta u surečenicu: »da je Jelena u učionici« i tako je razdvojila tu surečenicu na dva dijela, u ovom slučaju drugu i četvrtu surečenicu. 

## Red riječi
Bogata gramatika hrvatskog jezika, sa sklonidbom imenskih riječi, sprezanjem glagola, slaganjem različitih vrsta riječi po rodu, broju i padežu i dr. daje mu veliku fleksibilnost u redu riječi u rečenici. U jezicima poput engleskog smisao rečenice ovisi o redu riječi pa rečenice, sastavljene od istih riječi, The dog chased the cat i The cat chased the dog znače Pas je lovio mačku i Mačka je lovila psa, a rečenica Chased the cat the dog ne znači ništa. U hrvatskom, rečenice Pas je lovio mačku, Mačku je lovio pas, Lovio je mačku pas, pa i Pas je mačku lovio, Mačku je pas lovio imaju potpuno isto značenje, makar su sve osim prve (s poretkom subjekt – predikat – objekt) stilski obilježene. Stilski obilježen red riječi upotrebljava se za posebno isticanje neke riječi u rečenici i češći je u književnom izražavanju.